# Schloss Wildenreuth

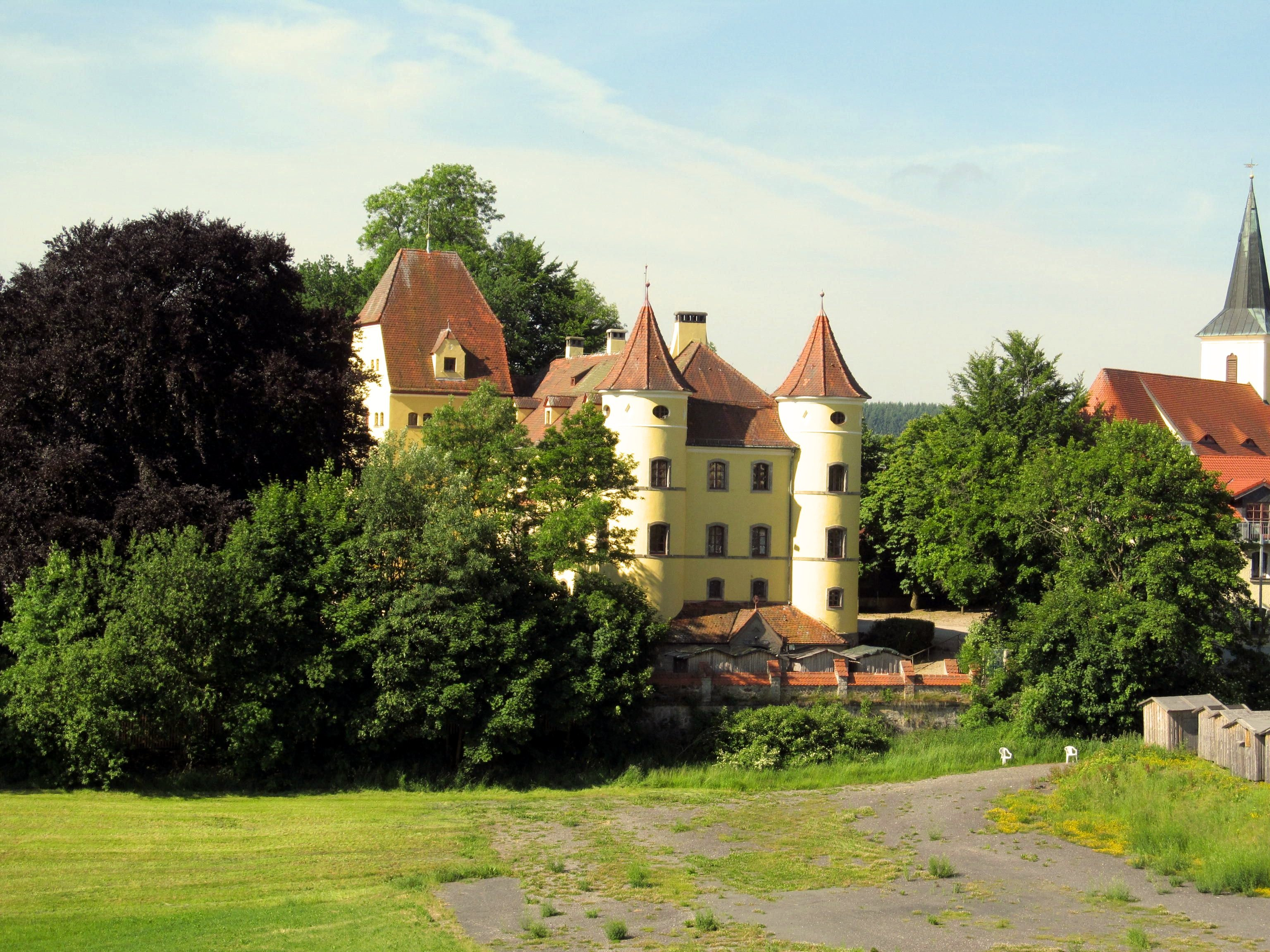
Ansicht des Schlosses Wildenreuth von Nordosten

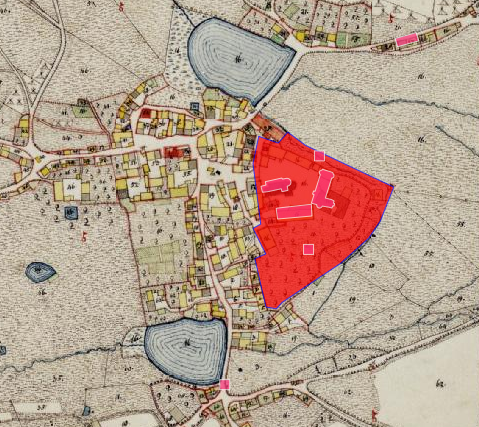
Lageplan von Schloss Wildenreuth auf dem Urkataster von Bayern

Das Schloss Wildenreuth befindet sich im gleichnamigen Gemeindeteil der Oberpfälzer Stadt Erbendorf im Landkreis Tirschenreuth (Wildenreuth K1) und ist unter der Aktennummer D-3-77-116-40 als Baudenkmal verzeichnet. „Archäologische Befunde des frühneuzeitlichen Schlosses und der mittelalterlichen Burg Wildenreuth“ werden zudem als Bodendenkmal unter der Aktennummer D-3-6138-0138 geführt.

## Geschichte
1294 wird der Ortsadelige Marquard Wild als Urkundenzeuge der Landgrafen von Leuchtenberg genannt. Vermutlich stammt die Orts- und Burggründung aber von den Grafen von Sulzbach her und die Gegend kam nach deren Aussterben an die Staufer und dass erst an die Leuchtenberger. 1300 kommt Iacof der Wilde als Urkundenzeuge des Deutschordenhauses in Eger vor. Im 14. Jahrhundert werden die Wild auch als Besitzer von Schloss Krummennaab genannt. 1462 müssen die Brüder Jorg (Georg) und Adam Wild die Burg dem Wittelsbacher Herzog Ludwig dem Reichen bei dessen Fehde gegen den Kurfürsten Albrecht von Brandenburg öffnen, da die Brüder keine Möglichkeit gesehen haben, sich gegen die überlegene Macht des Herzogs zu wehren. In der Folge werden die Wilds Vasallen der Wittelsbacher. Diese Familie ist mit vielen Verzweigungen bis 1611 in dieser Gegend genannt. Junker Hanns Wiltt von Diebsfurth stirbt 1611 kinderlos und der Pfalzgraf gibt Wildenreuth an Hans von Podewils aus einer Pommerschen Familie. Die  Freiherrn von Podewils sind bis heute Eigentümer des Schlosses.

## Schloss Wildenreuth einst und jetzt
Die mittelalterliche Burg lag am Ostrand des Ortes auf einem niedrigen Hügelsporn. Damals standen Gebäude an der Nord-, West- und Ostseite, an der Südseite schloss eine Ringmauer den rechteckigen Burghof ab. An der Südwestecke stand der Bergfried. Die Kernburg stand auf dem höchsten Punkt des Hügels, um den früher ein Wasserlauf geleitet wurde. Nach Westen lag eine trapezförmige Vorburg, an dessen Rand heute die Pfarrkirche St. Jakob steht. Diese Kirche gehörte immer zu dem Landsassengut und der Landsasse war Patronatsherr. Die Schlosskirche ist seit 1663 eine Simultankirche, das bedeutet, sie gehört zu gleichen Teilen der katholischen und der evangelischen Gemeinde und wird auch heute noch von beiden Konfessionen für ihre Gottesdienste genutzt. Die Kirche wurde 1809 neu gebaut und nach einem Brand von 1851 wieder errichtet.
Heute ist das Schloss ein dreigeschossiger, verputzter Massivbau mit einem Walmdach und Segmentbogenfenstern, das nach dem Brand von 1854 in der Formensprache der Neurenaissance wiederaufgebaut wurde. Der stattliche Vierkantturm mit Halbwalmdach stammt noch aus Teilen des romanischen Bergfrieds. Unter Friedrich Karl von Podewils erfolgte 1911 ein Umbau des Schlosses mit Erkern auf beiden Längsseiten und einem rundbogigen Portal sowie einem nördlichen Erweiterungsbau mit runden Ecktürmen mit Spitzhauben. Zum Schloss gehört ein Nebengebäude; dies ist ein eingeschossiger, teils verputzter Bruchsteinbau mit einem Satteldach, einem Zwerchhaus und Granitlaibungen aus dem 19. Jahrhundert. Neben einem Pavillon, einem hölzernen Rundbau mit Zeltdach aus dem 19. Jahrhundert, ist noch ein erhaltenes Teilstück der zugehörigen alten Bruchsteinmauer vorhanden. Zudem wurden archäologische Funde im Bereich des Schlosses und der Simultanpfarrkirche St. Jakob der zuvor mittelalterlichen Burganlage gemacht.
Das Schloss wird heute als Hotel genutzt, das von Eva von Podewils gemanagt wird. Durch kulturelle Veranstaltungen (Weihnachtsmarkt, sog. „Wildenreuther Wintermärchen“) wird das Schloss fallweise der Öffentlichkeit zugänglich gemacht.